# Chrysotaenia fosteri
Chrysotaenia fosteri är en fjärilsart som beskrevs av Louis Beethoven Prout 1932. Chrysotaenia fosteri ingår i släktet Chrysotaenia och familjen mätare. Inga underarter finns listade i Catalogue of Life.